# L'Écharpe de soie rouge
L'Écharpe de soie rouge est une nouvelle policière de Maurice Leblanc publiée dans le mensuel Je sais tout le 15 août 1911 sous le titre Les Confidences d'Arsène Lupin : L'Écharpe de soie rouge. La nouvelle est ensuite publiée en volume dans le recueil Les Confidences d'Arsène Lupin en juin 1913.

## Résumé

### Mise en place de l'intrigue
Lorsque l'inspecteur principal Ganimard sort de chez lui ce 28 novembre au matin, il est intrigué par les agissements d'un homme qui dépose des pelures d'orange devant certaines portes de maisons bourgeoises. Ganimard le suit en cachette. L'homme parcourt de nombreuses rues et finit par se rendre dans un hôtel particulier. Ganimard monte dans l'immeuble à sa suite. Devant lui se trouve Arsène Lupin qui a organisé cette comédie afin de rencontrer le policier sans craindre d'être arrêté.
Arsène Lupin informe Ganimard que la veille au soir, un batelier a repêché dans la Seine un ballot contenant diverses affaires. Il semble que ces affaires appartenaient à un homme qui aurait assassiné une femme. Lupin, qui n'a pas le temps ni les moyens de procéder à une enquête policière, remet les objets à Ganimard afin que ce dernier puisse les utiliser dans le cadre de l'enquête qui aura lieu dès qu'on aura trouvé le cadavre de la victime. Néanmoins Lupin garde avec lui la moitié de l'écharpe de soie rouge de la victime. Il annonce à Ganimard qu'il lui remettra ce bout d'écharpe si l'inspecteur vient avec l'autre bout d'écharpe qui sera retrouvé par la police au cou de la victime. Lupin propose de revoir Ganimard dans le même immeuble, au même endroit, dans un mois, le 28 décembre à 10 h.

### Enquête et aventures
Arrivé au 36, quai des Orfèvres, Ganimard apprend qu'on vient de retrouver le cadavre d'une femme prénommée Jenny. Elle a été étranglée. Ganimard se rend sur les lieux de la découverte du corps. Tout concorde avec les déclarations de Lupin : l'âge de la victime, sa profession, les modalités de l’assassinat.
Grâce aux objets jetés par l’assassin et remis par Lupin, Ganimard parvient, dans la journée, à arrêter un suspect. Tout concorde avec les éléments découverts. L'homme, qui est M. Prévailles, est placé en détention provisoire par le juge d'instruction. Dans les jours qui suivent, l'enquête est bouclée. Toutefois un grain de sable risque d'enrayer l'enquête. Prévailles n'avoue pas le meurtre et clame son innocence. Les traces de doigts de Prévailles ne se trouvent pas sur le bout d'écharpe détenu par la police. Toutefois il est possible que ses traces se trouvent sur le bout de l'écharpe qui a été gardé par Lupin. Ganimard est donc obligé, pour confondre le suspect, de rencontrer Lupin et de quémander la remise de l'autre bout de l'écharpe de soie rouge.
Le 28 décembre à 10 h, Ganimard se rend sur les lieux du premier rendez-vous. Il a fait cerner l'immeuble par des policiers de la Sûreté. Arrive Lupin, déguisé en ouvrier peintre. Ganimard lui demande la remise du second bout de l'écharpe rouge ; Lupin le lui remet. Ganimard constate que ce bout d'écharpe va permettre de confondre Prévailles.

### Dénouement et révélations finales
Lupin exigeant d'examiner le bout d'écharpe en possession de la police, Ganimard le lui remet. À l'extrémité de ce bout d'écharpe se trouve un petit bouton oblong en forme d'olive. Lupin l'ouvre et présente à un Ganimard estomaqué un magnifique saphir qui y avait été secrètement inséré.
Alors que Lupin fait mine de quitter les lieux avec le saphir, Ganimard tente de l'arrêter. Lupin, qui avait prévu la tentative de l'inspecteur, utilise un subterfuge et parvient à se sauver. Ganimard garde néanmoins les deux morceaux de l'écharpe de soie.

## Adaptation à la télévision
- 1973 : L'Écharpe de soie rouge, épisode 6, saison 2 de la série télévisée Arsène Lupin, réalisé par Jean-Pierre Desagnat, avec Georges Descrières dans le rôle d'Arsène Lupin

## Éditions
- Les Aventures extraordinaires d'Arsène Lupin, éd. Jean-Claude Gawsewitch, tome 2,  (ISBN 978-2-35013-353-9), 2012, pages 39 à 60.